# ファースケープ
『ファースケープ』はアメリカのSFテレビドラマ。

## 概要・特徴
『スタートレック』『スターゲイト SG-1』と同じく、宇宙空間を舞台とした、複数のシーズンにわたって製作されたSFドラマである。ただ、先述の2作は主人公とその仲間のほとんどが地球人であったのに対して、本作の場合、地球人はクライトン1人のみで、他の乗組員もまたそれぞれ別の星の出身である。
また、主人公達の乗船する宇宙船が生命体であり、生殖活動をすること、動物同様に（あるいはそれ以上に）恐怖を感じることができることも特徴的である。
アメリカ、イギリス、オーストラリアで高視聴率の人気ドラマであったが、制作費の高騰が原因で、シーズン4の途中で打ち切りとなった。
その後、世界中のファンの働きかけによって2004年に完結編となる3時間のミニシリーズ「ピースキーパー・ウォー 最終大戦」が制作された。内容は、当初のままなら完結編として制作されるはずだったシーズン5の物語を圧縮したもので、個々のキャラクターの物語に決着をつけるものとなっている。

### あらすじ
- シーズン1

宇宙飛行士のクライトンは、スペースシャトル「ファースケープ」の飛行中、突然ワームホールに吸い込まれる。無事ワームホールから出られたものの、その時に起こした衝突事故によりクレイス大佐の弟を死なせてしまう。リバイアサンの「モイヤ」に拾われたクライトンは、護送中の囚人であるザーン、ダーゴ、ライジェル16世の3人、そして、彼等の監視役を務めていたエアリンと共に、クレイス大佐の追跡から逃げながら、地球へ帰還する道を探す旅を続ける。
- シーズン2
- シーズン3
- シーズン4

## 登場人物・キャスト

### モイヤの乗組員
- ジョン・クライトン（演：ベン・ブラウダー）（Ben Browder）

本作の主人公。アメリカ合衆国の宇宙飛行士・科学者。軍人ではないが階級は「コマンダー」（パイロットはよくクライトンのことをコマンダーと呼ぶ）。科学実験宇宙船「ファースケープ」の最初のテスト飛行のときにワームホールに巻き込まれ地球からはるか離れた宇宙に飛ばされる。ワームホールから抜ける際、意図せずクレイスの弟の戦闘機と接触し、クレイスの弟は死亡。クレイスに追われ続ける原因となる。シーズン1ではエアリンやダーゴといった兵士の間で疎外感を持つが、知能と戦略でモイヤとその乗員をしばしば助け、しだいに信頼されるようになる。シーズン1でひょんなことから異星人によりワームホール技術を潜在知識に埋め込まれ、それを知ったスコーピアスに追われ続けることになる。クレイスやスコーピアスからの逃走中の戦いの連続により、徐々に武器を取って戦うことを厭わなくなる。愛用のパルス・ピストルの愛称は「ウィノーナ」。
- エアリン・ソン（演：クラウディア・ブラック）（Claudia Black）

セバシア人の兵士（元ピースキーパー）。ピースキーパー時代の階級は下士官。クレイスの部下で、クライトンを偶然載せたモイヤを攻撃する戦闘機に乗っていたが、モイヤがスターバーストで脱出するときに吸い込まれ、ダーゴら脱走囚人の捕虜になる。その後、商業惑星で脱出してクレイスを呼び寄せクライトンの逮捕に貢献するも、クライトンがクレイスの弟を故意に殺したのではないと言ったためクレイスの怒りを買い逮捕される。処刑をまぬがれるため嫌々クライトンとともに逃亡し、以後クレイスやピースキーパーに追われるはめになる。最初は兵士でもなく戦闘能力もないクライトンを軽蔑していたが、二人は徐々に惹かれ合って行く。
- パウ・ゾートー・ザーン（演：ヴァージニア・ヘイ）

テルビア人の僧侶。
理知的だが、怒りを表す場面が多い。触れることにより他の者の痛みを軽減することができる。実は動物より植物に近い。魔術とも言える力を持ち、シーズン1第8話の恐るべき黒魔術使いであるマルディスを倒すために、封印していた力を開放した後は、自分の力の行使を恐れるようになる。
- カー・ダーゴ（演：アンソニー・シムコー）

ラクサン人の兵士。
シーズン1の序盤は荒々しい言動が目立ったが、仲間と交流を深めるうちに温厚な気性になり、優しさと冷静さを見せるようになる。愛用のブレードは単なる剣ではなく、パルス・ピストル以上の強力な光線銃にもなる。冤罪によって別れさせられた息子の行方を追っている。
- ライジェル16世（演：ジョナサン・ハーディー）

ハイネリアの元君主。
利己的であり、保身と欲望のためならば仲間を売ることもいとわない（シーズン1の第22話より）。しかし、策略と交渉術に長けており、自身を守るためではあるが、結果的にモイヤと乗員を助けることもある。
- パイロット

モイヤと一体化している。普段は温厚で、常にモイヤと乗組員のことを気にかけているが、怒ると誰も止められない（シーズン2第6話）。
- チアーナ

シーズン1の中盤から登場。
命令されることと束縛されることを嫌う。特技は窃盗。ネバリ人。生き別れた兄を探している。

### リバイアサン
- モイヤ

クライトン達の乗船しているリバイアサン。
状況の異変に敏感で、そのことはパイロットの報告の中でも「モイヤが怯えています」が多いことからもわかる。
- ターラン

モイヤの息子。先天的に武装している。

### ピースキーパー
セバシア人による、宇宙を広範囲に支配する軍事機関。メンバーには以下の人物も含まれる。
- バイアラー・クレイス

クライトンの敵。階級は大佐。弟をクライトンが殺したと信じているので軍規を逸脱してもクライトンを追い続ける。
- スコーピアス

クライトンの敵。シーズン1の第19話から登場。クライトンが潜在意識に持つワームホール技術を武器に転用する野望を持っているため、クライトンを追い続ける。
- ジリーナ

機械整備士。シーズン1の中盤から登場。クライトンと運命的な恋に落ちる。
- ミーリオン・グレーザー

クライトンのシーズン3と4の敵。
- ワーズ

クライトンの敵。

## 用語
- リバイアサン

モイヤやタランを始めとした、生命を持つ宇宙船。
- セバシア人